# Rádžgir
Rádžgir je indické město v okrese Nálanda ve státě Bihár. Ve starověku byl Rádžgir znám pod svým sanskrtským jménem Rádžagrha (v jazyce páli Rádžagaha). Rádžagrha pak byla prvním hlavním městem Magadhy, země, ze které vzešla Maurijská říše i Guptovci. Město je zmíněno již z Mahábháratě, dále džinistických i buddhistických textech. Záznamy o něm se dochovaly v zápiscích čínských poutníků Fa-siena, který město navštívil někdy na přelomu 4. a 5. století, a Süan-canga, který tudy cestoval ve století sedmém.
Pro buddhisty je Rádžgir jedním z posvátných míst. Poté, co Buddha zemřel, byly jeho ostatky rozděleny na osm dílů, přičemž nad každým tímto dílem byla postavena stúpa. Asi dvacet let po Buddhově smrti byly tyto ostatky vyzvednuty a shromážděny do jediné stúpy, jež stála právě v Rádžagrze. Sám Buddha zde měl strávit nějaký čas meditací a pronést několik promluv. Nedaleko města se nacházela jeskyně, která podle tradice byla dějištěm prvního buddhistického koncilu, který měl svolat Mahákášjapa. Jelikož se v okolí města i v něm pohyboval svého času i Mahávíra, je Rádžagrha poutním místem i džinistů.
Přesné stáří Rádžgiru není známo, avšak keramické nálezy z města jsou datovány do doby kolem roku 1000 př. n. l. Za dob Magadhy byla Rádžagrha hlavním městem, v 5. století př. n. l. však tehdejší magadhský panovník Adžátašatru přemístil hlavní město z Rádžagrhy do Patíliputry. Adžátašatru měl v Rádžagrze údajně věznit svého otce Bimbisáru.
Dnes je Rádžgir vyhledávaným městem poutníků i turistů, podle údajů z roku 2001 má 33 691 obyvatel.